# ويليام مارك
ويليام مارك (بالإنجليزية: William Mark) هو عالم أمريكي، ولد في 1782، وتوفي في 1849.